# Pseudoyersinia betancuriae
Pseudoyersinia betancuriae är en bönsyrseart som beskrevs av Martin Wiemers 1993. Pseudoyersinia betancuriae ingår i släktet Pseudoyersinia och familjen Mantidae. Inga underarter finns listade i Catalogue of Life.